# Kamle
Kamle ist ein Distrikt im indischen Bundesstaat Arunachal Pradesh. Sitz der Distriktverwaltung ist Raga.

## Geschichte
Das Gebiet des heutigen Distrikts gehörte bis 2017 zu den Distrikten Lower Subansiri (Circles Dollungmukh, Kamporijo und Raga) und Upper Subansiri (Circles Gepen und Puchi Geko).

## Geografie
Der Distrikt Kamle liegt im Nordteil von Arunachal Pradesh an der Grenze zu Assam. Der Distrikt grenzt im Norden, Nordosten und Osten an den Distrikt Upper Subansiri, im Osten an den Distrikt Lower Siang, im Südosten an Assam, im Süden an den Distrikt Papum Pare, im Westen an den Distrikt Lower Subansiri sowie im Nordwesten an den Distrikt Kra Daadi. Die Fläche des Distrikts Kamle beträgt über 2000 km² (Fläche ohne Gepen Circle 1899 km²). Das Gebiet ist fast vollständig von Wald bedeckt und teilweise Bergland. Die wichtigsten Flüsse sind der Igo und der Kidi. Im Süden des Distrikts liegt das Tale Wildlife Sanctuary.

## Bevölkerung

### Übersicht
Nach der Volkszählung 2011 hat der Distrikt Kamle 22.254 Einwohner. Der Distrikt ist nur dünn besiedelt. Kamle ist ländlich geprägt und hat eine durchschnittliche Alphabetisierung. Es gibt keine Dalits (scheduled castes), aber sehr viele Angehörige der anerkannten Stammesgemeinschaften (scheduled tribes).

### Bevölkerungsentwicklung
Da die heutigen Circles Gepen (bis 2011) und Puchi Geko (bis 2001) Teil des Circles Daporijo waren, sind keine genauen Einwohnerzahlen vor 2001 bekannt. Ohne Gepen zählte der heutige Distrikt 2001 13.606 Einwohner (Gepen ungefähr 1500 Einwohner). Im Jahr 2011 hatten die vier Circles Dollungmukh, Kamporijo, Puchi Geko und Raga 19.697 Bewohner. Die 22 Gemeinden des Circles Gepen (damals noch Teil des Circles Daporijo) hatten 2557 Bewohner. Zusammen also eine Einwohnerschaft von 22.254 Menschen.

### Bedeutende Orte
Es gibt im Distrikt keine einzige städtische Siedlung. Der Hauptort Raga zählt 1281 Einwohner.

### Bevölkerung des Distrikts nach Geschlecht
Der Distrikt hatte mehr weibliche wie männliche Einwohner. Dies ist untypisch für Indien. Mehr männliche als weibliche Bewohner hatte nur der Circle Dollungmukh. Bei den Jüngsten (weniger als 7 Jahre) überwog allerdings das männliche Geschlecht mit 1825 zu 1809 weiblichen Personen.

### Volksgruppen
In Indien teilt man die Bevölkerung in die drei Kategorien general population, scheduled castes und scheduled tribes ein. Die scheduled castes (anerkannte Kasten) mit (2011) 0 Menschen (0,00 Prozent der Bevölkerung) werden heutzutage Dalit genannt (früher auch abschätzig Unberührbare betitelt). Die scheduled tribes sind die anerkannten Stammesgemeinschaften mit (2011) 21.289 Menschen (95,66 Prozent der Bevölkerung), die sich selber als Adivasi bezeichnen. Zu ihnen gehören in Arunachal Pradesh 104 Volksgruppen. Aufgrund der Sprache (Zahlen für die Volksgruppen sind nur bis Distriktshöhe veröffentlicht) sind die Nissi/Dafla die wichtigste Gruppe innerhalb der anerkannten Stammesgemeinschaften im heutigen Distrikt.

### Bevölkerung des Distrikts nach Sprachen
Fast die ganze Bevölkerung des Distrikts Kamle spricht eine tibetobirmanische Sprache. Die weitverbreitetste Sprachgruppe ist Nissi/Dafla (mit Nissi/Dafla und Tagin; mehr als 21.000 Personen oder rund 95 % der Distriktsbevölkerung). Zuwanderersprachen sind die Nepali, Hindi, Assami und Bengali.

### Bevölkerung des Distrikts nach Bekenntnissen
Die einheimischen Bewohner bekennen sich mehrheitlich zu ihren angestammten Ethnischen Religionen. In den letzten hundert Jahren traten allerdings viele Stammesangehörige (scheduled tribes) zum Christentum über. Einzige kleinere religiöse Minderheit sind die Hindus, die weit überwiegend Zugewanderte sind (Leute aus dem Hindi-Gürtel in Nordindien, Nepali, Assamesen und Bengalis). Etwa 65 % der Einwohnerschaft üben noch ihre Ethnischen Religionen aus. Doch sind mehr als 27 % der Bevölkerung Christen. Knapp über 6 % der Bewohner sind hinduistisch.
In den einzelnen Circles gibt es allerdings starke Unterschiede. Die Anhängerschaft Ethnischer Religionen hat in den Circles Dollungmukh, Gepen und Puchi Geko über 80 % Bevölkerungsanteil. Im Circle Raga sind es etwa 75 % (75,61 %). Der Circle Kamporijo ist mit 4583 Personen oder 65,93 % der Bevölkerung mehrheitlich christlich. In allen anderen Circles liegt der Anteil der Christen zwischen 6 und 14 %. Zwischen 4 und 10 % der jeweiligen Einwohnerschaft der Circles bekennen sich zum Hinduismus.

## Bildung
Trotz bedeutender Anstrengungen ist das Ziel der vollständigen Alphabetisierung noch weit entfernt. Während beinahe 7 von 10 Männern lesen und schreiben können, liegt der Alphabetisierungsgrad der Frauen bei weniger als 55 %. Dies zeigt die folgende Tabelle:
| Alphabetisierung im Distrikt Kamle     |                   |                   |
| Einheit                                | Volkszählung 2011 | Volkszählung 2011 |
| Einheit                                | Anzahl            | Anteil            |
| GESAMT                                 | 11.485            | 61,68 %           |
| Männer                                 | 6320              | 68,51 %           |
| Frauen                                 | 5165              | 54,98 %           |
| Quelle: Ergebnis der Volkszählung 2011 |                   |                   |

## Verwaltung
Der heutige Distrikt ist in die fünf Circles (Kreise) Dollungmukh, Gepen, Kamporijo, Puchi Geko und Raga unterteilt.